# Copelatus prolixus
Copelatus prolixus är en skalbaggsart som beskrevs av Sharp 1882. Copelatus prolixus ingår i släktet Copelatus och familjen dykare. Inga underarter finns listade i Catalogue of Life.